# SciShow
SciShow er en serie af videnskabsrelaterede videoer på YouTube. Programmets primære værter er Hank Green fra Vlogbrothers og Michael Aranda. SciShow blev lanceret i 2012 som en original channel, hvilket betyder at YouTube finansierede den.
Kanalen dækker adskillige videnskabelige områder inklusive kemi, fysik, biologi, zoologi, entomologi, botanik, meteorologi, astronomi, lægevidenskab, antropologi og datalogi. Videoerne i SciShow har en lang række forskellige emner som bl.a. ernæring, og "videnskabelige superlativer". I april 2020 har SciShow udgivet over 2250 videoer.